# Toronto Indoor 1976 - Doppio
Il doppio del torneo di tennis Toronto Indoor 1976, facente parte della categoria World Championship Tennis, ha avuto come vincitori Jaime Fillol e Frew McMillan che hanno battuto in finale Aleksandre Met'reveli e Ilie Năstase con il punteggio di 6–7, 6–2, 6–3.

## Teste di serie
1. Ross Case /  Geoff Masters (semifinali)

1. Anand Amritraj /  Vijay Amritraj (primo turno)

## Tabellone

### Legenda
| - Q = Qualificato - WC = Wild card - LL = Lucky loser | - ALT = Alternate - SE = Special Exempt - PR = Protected Ranking | - w/o = Walkover - r = Ritirato - d = Squalificato |

|  | Quarti di finale                   | Quarti di finale                   | Quarti di finale              | Quarti di finale | Quarti di finale |  |  | Semifinali                         | Semifinali                         | Semifinali                         | Semifinali                         | Semifinali |   |   | Finale                     | Finale                     | Finale | Finale | Finale |  |
|  |                                    |                                    |                               |                  |                  |  |  |                                    |                                    |                                    |                                    |            |   |   |                            |                            |        |        |        |  |
|  |                                    | Jaime Fillol Frew McMillan         | Jaime Fillol Frew McMillan    | 6                | 7                |  |  |                                    |                                    |                                    |                                    |            |   |   |                            |                            |        |        |        |  |
|  | 2                                  | Anand Amritraj Vijay Amritraj      | Anand Amritraj Vijay Amritraj | 3                | 6                |  |  | Jaime Fillol Frew McMillan         | Jaime Fillol Frew McMillan         | Jaime Fillol Frew McMillan         | 6                                  | 6          |   |   |                            |                            |        |        |        |  |
|  | Vitas Gerulaitis Tony Roche        | Vitas Gerulaitis Tony Roche        | Vitas Gerulaitis Tony Roche   | 6                | 6                |  |  | Vitas Gerulaitis Tony Roche        | Vitas Gerulaitis Tony Roche        | Vitas Gerulaitis Tony Roche        | 2                                  | 4          |   |   |                            |                            |        |        |        |  |
|  | Björn Borg Bob Giltinan            | Björn Borg Bob Giltinan            | Björn Borg Bob Giltinan       | 1                | 2                |  |  |                                    |                                    |                                    |                                    |            |   |   | Jaime Fillol Frew McMillan | Jaime Fillol Frew McMillan | 6      | 6      | 6      |  |
|  | Aleksandre Met'reveli Ilie Năstase | Aleksandre Met'reveli Ilie Năstase | 4                             | 6                | 6                |  |  |                                    |                                    | Aleksandre Met'reveli Ilie Năstase | Aleksandre Met'reveli Ilie Năstase | 7          | 2 | 3 |                            |                            |        |        |        |  |
|  | Jiří Hřebec Jan Kodeš              | Jiří Hřebec Jan Kodeš              | 6                             | 4                | 4                |  |  | Aleksandre Met'reveli Ilie Năstase | Aleksandre Met'reveli Ilie Năstase | 5                                  | 6                                  | 6          |   |   |                            |                            |        |        |        |  |
|  | 1                                  | Ross Case Geoff Masters            | Ross Case Geoff Masters       | 7                | 7                |  |  | Ross Case Geoff Masters            | Ross Case Geoff Masters            | 7                                  | 2                                  | 4          |   |   |                            |                            |        |        |        |  |
|  |                                    | David Lloyd Marty Riessen          | David Lloyd Marty Riessen     | 5                | 6                |  |  |                                    |                                    |                                    |                                    |            |   |   |                            |                            |        |        |        |  |